# Макагон, Станислав Юрьевич
Станислав Юрьевич Макагон (род. 12 июля 1990, Степногорск, Целиноградская область) — казахстанский футболист, полузащитник.

## Карьера
Воспитанник степногорского футбола. До перехода в пляжный футбол играл за команды «Аксу», «Иртыш»-д и «Гефест».

## Достижения

### Командные
- Чемпион Казахстана по пляжному футболу: 2012, 2014, 2015, 2016, 2017
- Обладатель Кубка Казахстана по пляжному футболу: 2014, 2016, 2017, 2018

## Статистика
Матчи и голы за сборную
| Матчи и голы Станислава Макагона за сборную Казахстана | Матчи и голы Станислава Макагона за сборную Казахстана | Матчи и голы Станислава Макагона за сборную Казахстана | Матчи и голы Станислава Макагона за сборную Казахстана | Матчи и голы Станислава Макагона за сборную Казахстана | Матчи и голы Станислава Макагона за сборную Казахстана |
| №                                                      | Дата                                                   | Соперник                                               | Счёт                                                   | Голы                                                   | Соревнование                                           |
| ------------------------------------------------------ | ------------------------------------------------------ | ------------------------------------------------------ | ------------------------------------------------------ | ------------------------------------------------------ | ------------------------------------------------------ |
| 1                                                      | 1 июля 2016                                            | Молдавия                                               | 3:4                                                    | -                                                      | Евролига 2016                                          |
| 2                                                      | 2 июля 2016                                            | Эстония                                                | 2:7                                                    | 1                                                      | Евролига 2016                                          |
| 3                                                      | 3 июля 2016                                            | Сербия                                                 | 5:6                                                    | -                                                      | Евролига 2016                                          |
| 4                                                      | 2 сентября 2016                                        | Россия                                                 | 1:5                                                    | -                                                      | Квалификация ЧМ-2017                                   |
| 5                                                      | 4 сентября 2016                                        | Германия                                               | 2:5                                                    | -                                                      | Квалификация ЧМ-2017                                   |
| 6                                                      | 5 сентября 2016                                        | Норвегия                                               | 3:1                                                    | -                                                      | Квалификация ЧМ-2017                                   |
| 7                                                      | 20 июля 2018                                           | Молдавия                                               | 7:6                                                    | 1                                                      | Евролига 2018                                          |
| 8                                                      | 21 июля 2018                                           | Греция                                                 | 4:0                                                    | -                                                      | Евролига 2018                                          |
| 9                                                      | 22 июля 2018                                           | Литва                                                  | 7:5                                                    | 1                                                      | Евролига 2018                                          |
| 10                                                     | 6 сентября 2018                                        | Венгрия                                                | 5:3                                                    | -                                                      | Евролига 2018                                          |
| 11                                                     | 7 сентября 2018                                        | Молдавия                                               | 6:2                                                    | 1                                                      | Евролига-2018                                          |
| 12                                                     | 8 сентября 2018                                        | Германия                                               | 1:3                                                    | -                                                      | Евролига 2018                                          |
| 13                                                     | 9 сентября 2018                                        | Болгария                                               | 4:3                                                    | -                                                      | Евролига 2018                                          |

Итого: 13 матчей / 4 гола; 7 побед, 6 поражений.